# Bjæverskov Sogn
Bjæverskov Sogn ist eine Kirchspielsgemeinde (dän.: Sogn) auf der dänischen Insel Seeland.
Bis 1970 gehörte sie zur Harde Bjæverskov Herred im damaligen Præstø Amt, danach zur Skovbo Kommune, die wiederum im Zuge der Kommunalreform zum 1. Januar 2007 in der erweiterten Køge Kommune als Teil der Region Sjælland aufgegangen ist.
Am 1. Januar 2023 lebten 5197 Einwohner im Kirchspiel, davon 3.126 im Kirchort Bjæverskov und 1.613 in der Ortschaft Vemmedrup. Die „Bjæverskov Kirke“ liegt auf dem Gebiet der Gemeinde.
Nachbargemeinden sind im Norden Nørre Dalby Sogn, im Nordosten Ejby Sogn, im Osten Lellinge Sogn, im Südosten Lidemark Sogn, im Süden Vollerslev Sogn, im Südwesten und Westen Gørslev Sogn sowie im Nordwesten Kimmerslev Sogn.